# Amy Pascal
Amy Beth Pascal (Los Ángeles, 25 de marzo de 1958) es una ejecutiva y productora de cine estadounidense. Fue la presidenta de la mesa directiva de Sony Pictures Entertainment (SPE), incluyendo Sony Pictures Television, desde 2006 hasta 2015.
Su compañía, Pascal Pictures, hizo su debut con el  reboot de los Cazafantasmas de 2016. Además de producir la Tetralogía de Spider-Man en el UCM y el Universo Spider-Man de Sony.
Ha recibido dos nominaciones al Premio de la Academia a Mejor Película, por producir The Post y Mujercitas, y una nominación al Premio de la Academia a Mejor Película de Animación por producir Spider-Man: Across the Spider-Verse.

## Controversias

### Hackeo a Sony en 2014

#### Comentarios racistas
El 9 de diciembre de 2014, un grupo llamado "Guardianes de la Paz" hackeó el sistema informático de Sony, lo que llevó al robo de documentos internos de la empresa.
Las consecuencias se convirtieron en un importante incidente diplomático internacional en las relaciones entre Corea del Norte y Estados Unidos. En la cobertura de noticias posterior, se observó que Pascal y el productor Scott Rudin habían tenido un intercambio en estos documentos sobre el próximo encuentro de Pascal con el presidente Barack Obama.
Pascal bromeó que el presidente, que es negro, posiblemente disfrutaría de Django Unchained y The Butler (películas que tratan sobre la esclavitud en los Estados Unidos y la era anterior a los derechos civiles) o la comedia Think Like a Man, que presenta un elenco de comediantes negros. Rudin respondió: "Ride Along, apuesto a que le gusta Kevin Hart"
Posteriormente, Pascal tuvo que disculparse públicamente por hacer esos "chistes" racistas.

#### Renuncia a Sony Pictures
El contrato de Pascal con Sony estaba previsto que expirara en marzo de 2015. Tras el escándalo de correos filtrados en diciembre de 2014, el 5 de febrero de 2015, Pascal anunció que renunciaría en mayo de 2015 al cargo de copresidenta de Sony Pictures.

## Vida personal
Pascal se casó con Bernard Weinraub, dramaturgo y ex-corresponsal extranjero de The New York Times, en 1997.
Ambos residen en Brentwood, Los Ángeles, con su hijo Anthony Weinraub.

## Filmografía

### Como productora
| 2016 | Cazafantasmas                       | Paul Feig                                               | Sony Pictures Releasing | $229.1 millones     |
| 2017 | Spider-Man: Homecoming              | Jon Watts                                               | Sony Pictures Releasing | $880.2 millones     |
| 2017 | Molly's Game                        | Aaron Sorkin                                            | STX Entertainment       | $59.3 millones      |
| 2017 | The Post                            | Steven Spielberg                                        | 20th Century Fox        | $179.8 millones     |
| 2018 | Venom                               | Ruben Fleischer                                         | Sony Pictures Releasing | $855 millones       |
| 2018 | The Girl in the Spider's Web        | Federico Álvarez                                        | Sony Pictures Releasing | $35 millones        |
| 2018 | Spider-Man: un nuevo universo       | Bob Persichetti Peter Ramsey Rodney Rothman             | Sony Pictures Releasing | $358.7 millones     |
| 2019 | Spider-Man: Lejos de casa           | Jon Watts                                               | Sony Pictures Releasing | $1.132 Mil millones |
| 2019 | Mujercitas                          | Greta Gerwig                                            | Sony Pictures Releasing | $206 millones       |
| 2021 | Venom: Let There Be Carnage         | Andy Serkis                                             | Sony Pictures Releasing | $500.3 millones     |
| 2021 | Spider-Man: No Way Home             | Jon Watts                                               | Sony Pictures Releasing | $1.920 mil millones |
| 2023 | Spider-Man: Across the Spider-Verse | - Joaquim Dos Santos - Kemp Powers - Justin K. Thompson | Sony Pictures Releasing | $675.4 millones     |
| 2024 | Challengers                         | Luca Guadagnino                                         | Metro-Goldwyn-Mayer     | $94.2 millones      |
| 2024 | Venom: El último baile              | Kelly Marcel                                            | Sony Pictures Releasing | $468.5 millones     |
| 2025 | Jay Kelly                           | Noah Baumbach                                           | Netflix                 |                     |
| 2026 | Project Hail Mary                   | Phil Lord y Christopher Miller                          | Amazon MGM Studios      |                     |
| 2026 | Spider-Man 4                        | Destin Daniel Cretton                                   | Sony Pictures Releasing |                     |

## Premios y distinciones
Premios Óscar
| Año  | Categoría      | Película                   | Resultado |
| ---- | -------------- | -------------------------- | --------- |
| 2018 | Mejor película | Los archivos del Pentágono | Nominado  |